# Alf Åberg
Alf Robert Edvin Åberg (født 14. juni 1916 i Helsingborg, død 19. oktober 2011) var en svensk historiker og forfatter med speciale i Sveriges historie. Fra 1937 var Åberg leder af den nazistiske organisation Nordisk Ungdom i Helsingborg.   Hans dækning af Skånes forsvenskning er blevet kritiseret af bl.a. Palle Lauring.   I Den svenska historien bd. 5, side 130 påstår Åberg for eksempel, "en hel socken, Örkened, brändes av snapphanarna".